# Lay Your Hands on Me
Singles de Bon Jovi
I'll Be There for You
(1988) Living in Sin
(1989)
Clip vidéo
[vidéo] « Lay Your Hands on Me », sur YouTube
Lay Your Hands on Me est une chanson du groupe de rock américain Bon Jovi extraite de leur quatrième album studio, New Jersey, paru le 19 septembre 1988.
Le 1er août 1989, environ dix mois et demi après la sortie de l'album, la chanson a été publiée en single. C'était le quatrième single tiré de cet album.
La chanson a atteint la 7e place aux États-Unis (dans le Hot 100 du magazine américain Billboard),.